# Écoinçon

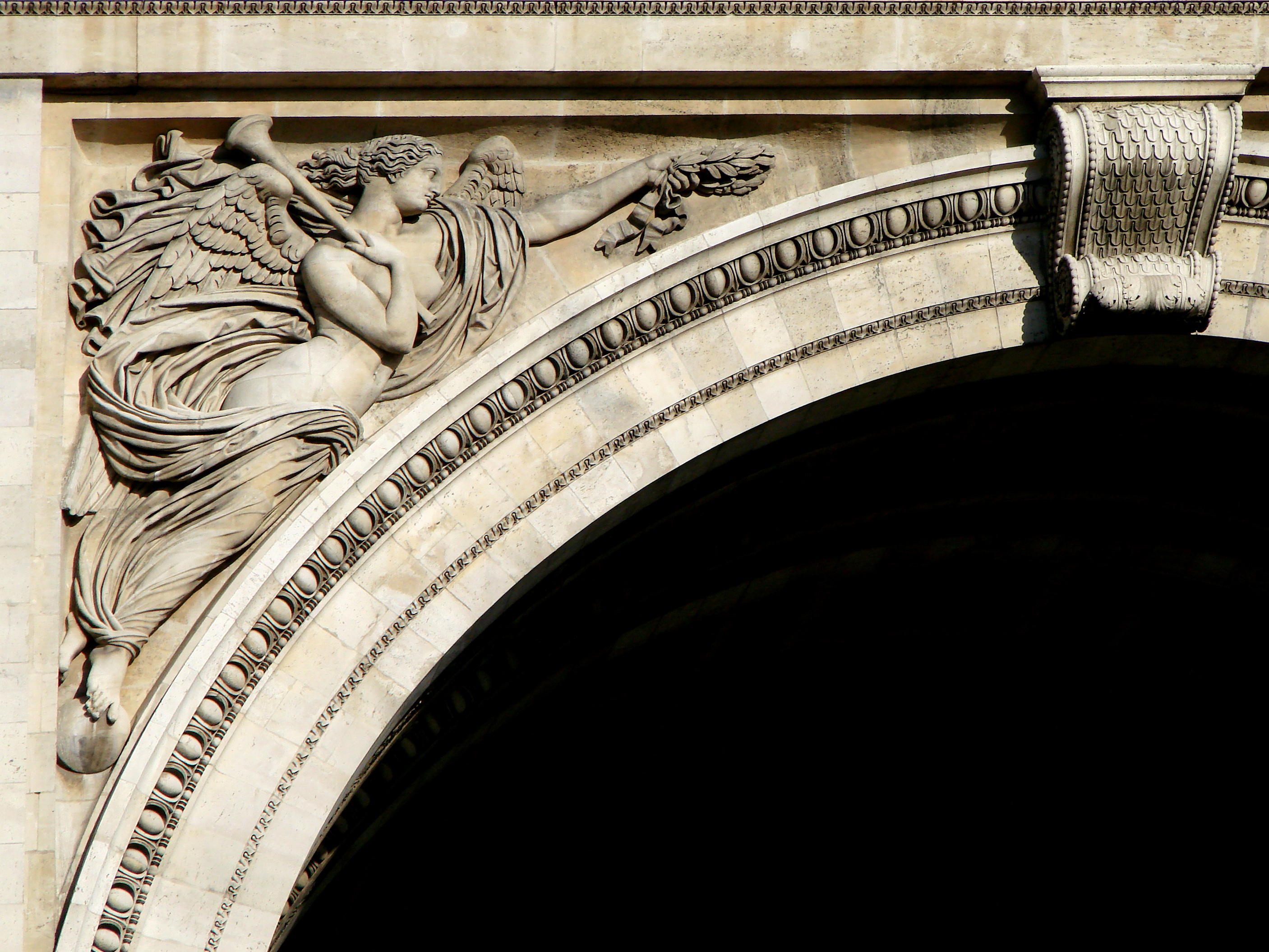
Écoinçon sculpté des grandes arcades de l'Arc de Triomphe (Paris).

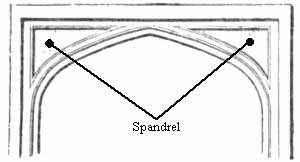
Illustration d'un écoinçon (spandrel en anglais).

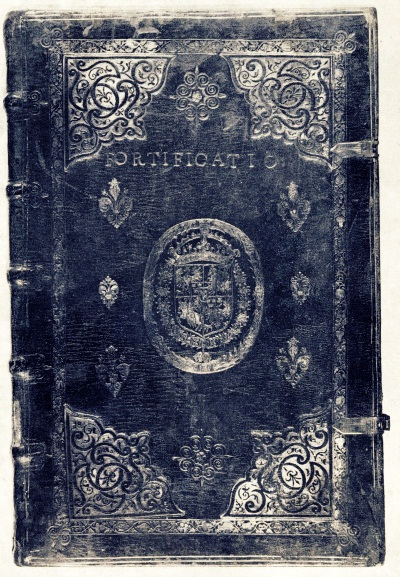
Reliure allemande du XVIIe siècle présentant des écoinçons.

Un écoinçon est un ouvrage de menuiserie ou de maçonnerie formant l'encoignure de l'embrasure d'une baie. Il désigne aussi l'espace compris entre deux arcs ou entre un arc et une délimitation rectangulaire (exemple : alfiz).
Dans le style gothique, on trouve cet élément aux angles des roses ou des rosaces formant des ouvertures de verrières décorées avec des écoinçons ajourés.
Un écoinçon est aussi une partie d'un tapis qui est située aux coins du champ.
Le terme s'emploie aussi dans le domaine de la reliure pour un motif situé dans les coins d'un plat et, par métonymie, pour le fer à dorer portant ce motif (si la figure ne présente pas une symétrie axiale, il existe deux fers symétriques).
De manière générale, un motif ornemental situé dans un coin et épousant son angle droit porte le nom d'écoinçon.

## En biologie
La perfection de l'adaptation des décors des écoinçons de la basilique Saint-Marc de Venise à leur configuration architecturale a servi à Stephen J. Gould et Richard C. Lewontin en 1978 d'argument par l'absurde contre l'école adaptationniste, qui dominait à l'époque la biologie de l'évolution, dans un article resté célèbre. C'est cet article qui a transposé pour la première fois le terme « écoinçon » (spandrel en anglais) à la biologie, par erreur car il s'agissait en réalité de pendentifs, tandis que le français a fini par préférer celui de trompe.